# Stanislas Ostroróg
Stanislas Marie Joseph Antoine Ostroróg (20 de maio de 1897 - 27 de setembro de 1960) foi um diplomata francês de uma grande família polaca, que serviu em vários países asiáticos durante o curso da sua carreira. O seu pai, Conde Leon Walerian Ostroróg (1867-1932), um emigrante polaco para o Império Otomano, era um conselheiro para o o Ministério da Justiça Otomano, durante o Segundo Período Constitucional (1908-1918). A sua mãe, Jeanne-Marie Lorando (1870-1932), era filha de um notável família Levantina.

## Início da vida
Ostroróg nasceu na Turquia em 1897. Estudou na França e voltou para Kandilli depois de terminar a escola. Ele viria a fazer amizade com os autores Claude Farrère e Pierre Loti, na Turquia; Ostroróg queria ser um autor e mais tarde viria a usar as suas capacidades de escrita em sua carreira diplomática. Quando a Primeira Guerra Mundial estourou, ele retornou à França para encontrar o seu pai e irmão. Iria encontrar o seu pai em Londres, em vez disso. Saltando entre Kandilli e a França, ele foi convencido por seu pai a voltar para a escola. Formo-se na École Libre des Sciences Politiques (Escola Livre de Ciências Políticas) e foi admitido para o exame de serviço no Ministério dos Negócios Estrangeiros em 1927.

## Últimos anos
Em 1960 foi chamado a Paris pelo ministro Maurice Couve de Murville; trabalhando nos escritórios do Quai d'Orsay, foi acometido por uma hemorragia cerebral. Ao contrário do resto dos membros da sua família que estão enterrados na Turquia, seria enterrado na França.
Um livro de história moderna foi publicado em francês sob o seu nome, em 1991; Courrier d'Orient : dépêches diplomatiques / Stanislas Ostroróg (Courrier d'Orient: despachos diplomáticos) com informações adicionais por Yves Plattard.

## Honras
Por seus muitos anos de serviço diplomático, foi nomeado Cavaleiro da Legião de Honra em 10 de janeiro de 1936.Foi promovido a Diretor da Legião de Honra em 14 de agosto de 1946 e, finalmente, veio a tornar-se Comandante da Legião de Honra em 29 de julho de 1955.